# 鋸胸海魴
鋸胸海魴為輻鰭魚綱海魴目准的鯛科的其中一種，分布於夏威夷群島及智利海域，屬深海魚類，棲息深度343-686公尺。